# ویر-رتن
ویر-رتن (به فرانسوی: Villers-Rotin) یک کمون در فرانسه با جمعیت ۱۳۴ نفر است که در Canton of Auxonne واقع شده‌است.